# Nummer-et hits i Norge i 2015
Nummer-et hits i Norge i 2015 er en liste over de singler der lå nummer et på den norske singlehitliste i 2015. Den var udarbejdet af International Federation of the Phonographic Industry og Nielsen Soundscan, og udgives af VG-lista.

## Historie
| Uge | Sang                                      | Kunstner                              | Kilde  |
| --- | ----------------------------------------- | ------------------------------------- | ------ |
| 1   | Kygo feat. Conrad                         | "Firestone"                           | [ 1 ]  |
| 2   | Kygo feat. Conrad                         | "Firestone"                           | [ 2 ]  |
| 3   | Kygo feat. Conrad                         | "Firestone"                           | [ 3 ]  |
| 4   | Freddy Kalas                              | "Pinne for landet"                    | [ 4 ]  |
| 5   | Freddy Kalas                              | "Pinne for landet"                    | [ 5 ]  |
| 6   | Freddy Kalas                              | "Pinne for landet"                    | [ 6 ]  |
| 7   | Ellie Goulding                            | "Love Me Like You Do"                 | [ 7 ]  |
| 8   | Ellie Goulding                            | "Love Me Like You Do"                 | [ 8 ]  |
| 9   | Ellie Goulding                            | "Love Me Like You Do"                 | [ 9 ]  |
| 10  | Ellie Goulding                            | "Love Me Like You Do"                 | [ 10 ] |
| 11  | Ellie Goulding                            | "Love Me Like You Do"                 | [ 11 ] |
| 12  | Rihanna feat. Kanye West & Paul McCartney | "FourFiveSeconds"                     | [ 12 ] |
| 13  | Kygo feat. Parson James                   | "Stole the Show"                      | [ 13 ] |
| 14  | Kygo feat. Parson James                   | "Stole the Show"                      | [ 14 ] |
| 15  | Kygo feat. Parson James                   | "Stole the Show"                      | [ 15 ] |
| 16  | Wiz Khalifa feat. Charlie Puth            | "See You Again"                       | [ 16 ] |
| 17  | Wiz Khalifa feat. Charlie Puth            | "See You Again"                       | [ 17 ] |
| 18  | Wiz Khalifa feat. Charlie Puth            | "See You Again"                       | [ 18 ] |
| 19  | Wiz Khalifa feat. Charlie Puth            | "See You Again"                       | [ 19 ] |
| 20  | Wiz Khalifa feat. Charlie Puth            | "See You Again"                       | [ 20 ] |
| 21  | Kygo feat. Parson James                   | "Stole the Show"                      | [ 21 ] |
| 22  | Kygo feat. Parson James                   | "Stole the Show"                      | [ 22 ] |
| 23  | Kygo feat. Parson James                   | "Stole the Show"                      | [ 23 ] |
| 24  | Avicii                                    | "Waiting for Love"                    | [ 24 ] |
| 25  | Avicii                                    | "Waiting for Love"                    | [ 25 ] |
| 26  | Morgan Sulele                             | "Bare min"                            | [ 26 ] |
| 27  | Morgan Sulele                             | "Bare min"                            | [ 27 ] |
| 28  | Morgan Sulele                             | "Bare min"                            | [ 28 ] |
| 29  | Morgan Sulele                             | "Bare min"                            | [ 29 ] |
| 30  | Morgan Sulele                             | "Bare min"                            | [ 30 ] |
| 31  | Morgan Sulele                             | "Bare min"                            | [ 31 ] |
| 32  | Kygo feat. Will Heard                     | "Nothing Left"                        | [ 32 ] |
| 33  | Kygo feat. Will Heard                     | "Nothing Left"                        | [ 33 ] |
| 34  | Kygo feat. Will Heard                     | "Nothing Left"                        | [ 34 ] |
| 35  | Kygo feat. Will Heard                     | "Nothing Left"                        | [ 35 ] |
| 36  | Justin Bieber                             | "What Do You Mean?"                   | [ 36 ] |
| 37  | Justin Bieber                             | "What Do You Mean?"                   | [ 37 ] |
| 38  | Justin Bieber                             | "What Do You Mean?"                   | [ 38 ] |
| 39  | Justin Bieber                             | "What Do You Mean?"                   | [ 39 ] |
| 40  | Justin Bieber                             | "What Do You Mean?"                   | [ 40 ] |
| 41  | Mike Posner                               | "I Took a Pill in Ibiza" (Seeb Remix) | [ 41 ] |
| 42  | Mike Posner                               | "I Took a Pill in Ibiza" (Seeb Remix) | [ 42 ] |
| 43  | Mike Posner                               | "I Took a Pill in Ibiza" (Seeb Remix) | [ 43 ] |
| 44  | Adele                                     | "Hello"                               | [ 44 ] |
| 45  | Adele                                     | "Hello"                               | [ 45 ] |
| 46  | Adele                                     | "Hello"                               | [ 46 ] |
| 47  | Adele                                     | "Hello"                               | [ 47 ] |
| 48  | Adele                                     | "Hello"                               | [ 48 ] |
| 49  | Adele                                     | "Hello"                               | [ 49 ] |
| 50  | Adele                                     | "Hello"                               | [ 50 ] |
| 51  | Alan Walker                               | "Faded"                               | [ 51 ] |
| 52  | Alan Walker                               | "Faded"                               | [ 52 ] |
| Uge | Sang                                      | Kunstner                              | Kilde  |